# Talavera (aardewerk)

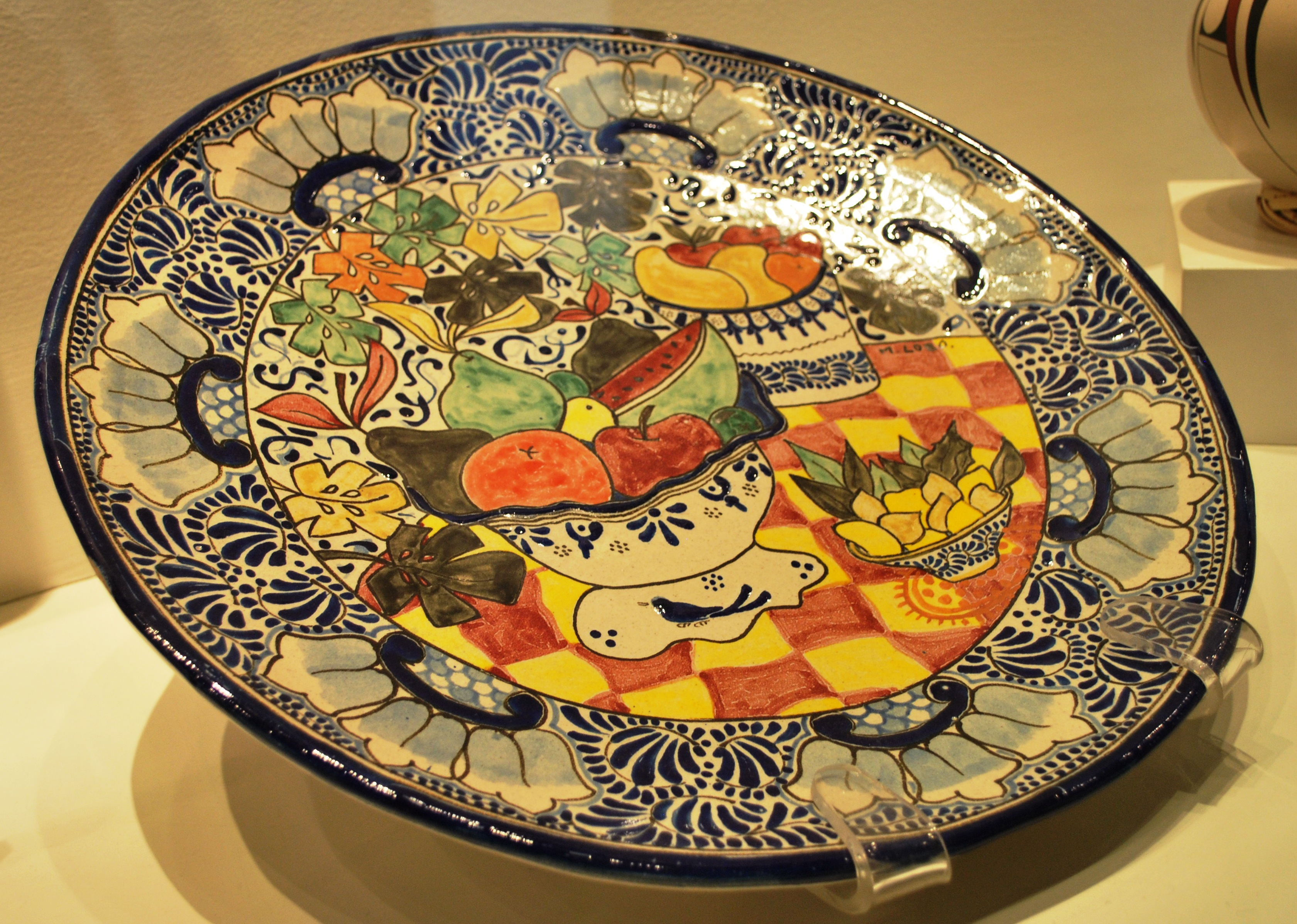

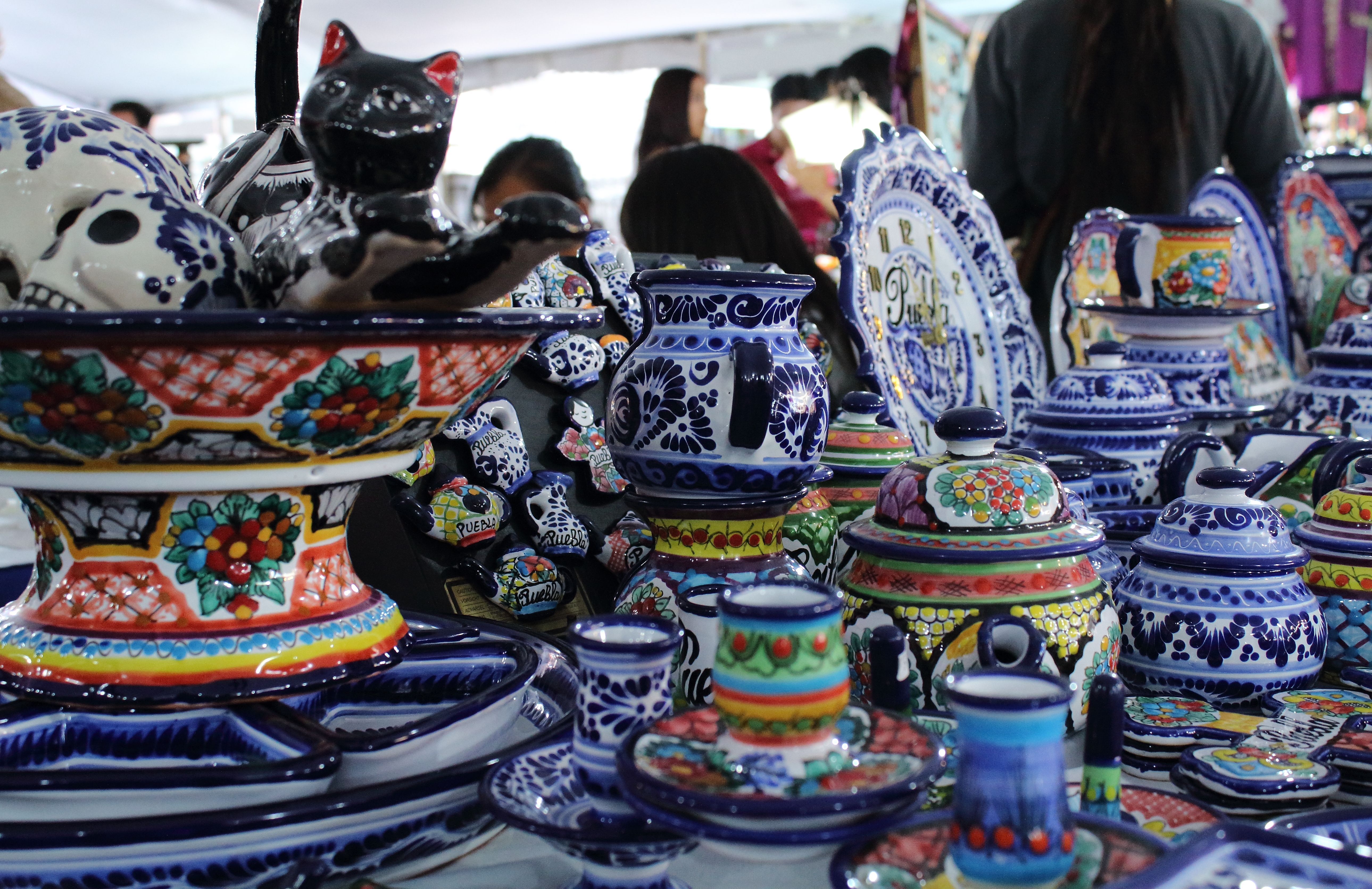

Talavera is gedecoreerd, geglazuurd aardewerk uit Mexico dat werd geïntroduceerd door bewoners afkomstig uit Talavera de la Reina, vlak bij Toledo in Spanje.

## Geschiedenis
Niet lang nadat Puebla was gesticht in 1531, begonnen de Spanjaarden met het bouwen van kerken en kloosters. Om deze gebouwen te decoreren kregen de makers van majolica-aardewerk uit Talavera de la Reina de opdracht om naar de Nieuwe Wereld te komen om tegels en ander keramiek te maken. Tevens leidden deze ambachtslieden de inheemse bevolking op, zodat meer en sneller kon worden geproduceerd.
Talavera beleefde zijn hoogtepunt halverwege de zeventiende eeuw. Er werden gildes gevormd en verordeningen aangenomen om kwaliteit te waarborgen. De pottenbakker signeerde zijn werk, en hij werd jaarlijks getoetst om vast te stellen of hij zijn ambacht mocht blijven uitoefenen. In 1813, tijdens de Mexicaanse Onafhankelijkheidsoorlog, werden de gildes opgeheven en de verordeningen vernietigd, waarna de techniek door ieder op zijn eigen manier kon worden toegepast. Het gebrek aan regelgeving leidde tot afname van de kwaliteit.
In 1897 kwam de Catalaan Enrique Luis Ventosa aan in Puebla. Van de 46 pottenbakkerijen, waren er slechts 6 over. Hij raakte gefascineerd door de talavera en begon deze te bestuderen. Hij raakte bevriend met de jonge pottenbakker Ysauro Uriarte Martinez, en samen bliezen ze talavera nieuw leven in. Wat goed van pas kwam was dat de Mexicaanse revolutie net ten einde was gekomen, en het land weer moest worden opgebouwd. De vraag naar tegels en ander keramiek was dus groot.
Sinds 1995 is talavera een beschermde naam. Alleen talavera gemaakt in Atlixco, Cholula, Puebla, Tecali de Herrera en San Pablo del Monte mag sinds die datum talavera worden genoemd.
Sinds 2019 staat talavera op de lijst van  immaterieel cultureel erfgoed van UNESCO.

## Techniek
Hoewel de techniek sinds de introductie niet is veranderd, hebben het ontwerp en de decoratie door de jaren verandering ondergaan.
Voor het maken van talavera wordt zwart zand uit Amozoc en wit zand uit Tecali de Herrera uit Puebla gebruikt. Het zand wordt gereinigd en vervolgens gemengd. Het mengsel wordt gefilterd en van overtollig water ontdaan, totdat een deegachtige massa overblijft. De pottenbakker maakt hieruit verschillende ontwerpen.
Wanneer het ontwerp klaar is, wordt deze gedroogd. Dit drogen gebeurt gelijkmatig, zodat het stuk zijn sterkte behoudt. Na het drogen gaat het stuk de oven in en wordt deze 10 uur lang tussen de 1.000 en 2.000 graden gebakken. Deze stap wordt "Jahuete" genoemd. Vervolgens wordt het stuk geglazuurd, waarna het tussen 24 tot 48 uur moet drogen. Wanneer het glazuur wit begint te worden, signeert de pottenbakker het stuk met een penseel gemaakt van muilezelhaar. Na het drogen worden met een stencil-methode met carbonpapier patronen aangebracht op het stuk. Deze patronen worden vervolgens ingekleurd.
De periode tussen het mengen van het zand en de afronding van het stuk duurt gemiddeld 3,5 maand.
Een originele talavera is te herkennen aan de kleine stukjes glas aan de onderkant, die zijn ontstaan door de hitte.